# Marian E. Hubbard
Pour les articles homonymes, voir Hubbard.
Marian Elizabeth Hubbard (31 août 1868 - 24 février 1956) est une zoologiste américaine et professeure associée de zoologie au Wellesley College, où elle enseigne pendant plus de 40 ans,.

## Enfance et formation
Marian Elizabeth Marian Hubbard est née à McGregor, dans l'Iowa, fille de Rodolphus et Hanna Marian Hubbard. En 1886, elle obtient son diplôme de l'école de McGregor. Elle fréquente le séminaire de Mount Holyoke jusqu'en 1889, et obtient un B.S. à l'université de Chicago en 1894.

## Carrière professionnelle
Bien qu'elle n'ait obtenu qu'une licence, elle enseigne au Wellesley College dans le Massachusetts pendant plus de 40 ans, arrivant au rang de professeure, et prenant sa retraite en tant que professeure émérite en 1937. Marian Hubbard est connue comme « l'envolée du département de zoologie » en raison de son approche féministe à Wellesley, et a souvent écrit dans le Wellesley Alumnae Quarterly sur des questions scientifiques sur le campus. Elle est membre de l'American Ornithologists' Union, de l'American Association of University Professors, et de l'Association américaine pour l'avancement des sciences. Hubbard est également une éminente défenseuse du droit de vote des femmes et milite sur le campus du Wellesley College en écrivant des articles au président de l'école sur les femmes scientifiques et leurs luttes.
Ses recherches portent notamment sur l'hérédité chez les insectes, l'embryologie des oiseaux et le comportement des salamandres,. En 1904, Hubbard effectue des recherches et coécrit un article sur le pecten et la variation de la longueur du rayon pecten. Après ses recherches sur le pecten, Hubbard rencontre un problème lors d'un incendie en 1914 au Wellesley College, où ses vingt années de recherches sur les coléoptères sont détruites.
Elle prend sa retraite du Wellesley College en 1937 et meurt le 24 février 1956.

## Travaux publiés
Elle est l'autrice de Studies in the evolution of Pecten IV Ray variability in Pecten varius (1904), Coorelated Protective Devices In Some California Salamanders (1907), and Some Experiments on the Order of Succession of the Somites in the Chick (1908),.